# Peur de la peur
Pour plus de détails, voir Fiche technique et Distribution.
Peur de la peur (Angst vor der Angst) est un téléfilm allemand de Rainer Werner Fassbinder, diffusé sur A.R.D. en 1975.

## Synopsis
Une jeune mère de famille, Margot, se retrouve doublement isolée par sa dépression et l'état d'angoisse qui l'accompagne, et un entourage qui ne la comprend pas.

## Fiche technique
- Titre français : Peur de la peur
- Titre original : Angst vor der Angst
- Scénario : Rainer Werner Fassbinder, sur une idée d'Asta Sheib
- Photographie : Jürgen Jürges, Ulrich Prinz
- Montage : Liesgret Schmitt-Klink, Beate Fischer-Weiskirsh
- Musique : Peer Raben
- Décors : Kurt Raab
- Production : Peter Märtesheimer
- Budget : 375 000 Deutsche Marks
- Tournage : 25 jours en avril-mai 1975 à Cologne et Bonn
- Format : 16 mm, couleur
- Diffusion : 8 juillet 1975
- Durée : 88 min 08 s

## Distribution
- Margit Carstensen : Margot Staudte
- Ulrich Faulhaber : Kurt
- Brigitte Mira : La mère
- Irm Hermann : Lore
- Armin Meier : Karli
- Adrian Hoven : Dr. Merck
- Kurt Raab : M.Bauer
- Ingrid Caven : Edda
- Lilo Pempeit : Mme Schaal
- Helga Märtesheimer : Mme le Dr von Unruh
- Herbert Steinmetz : Dr. Auer
- Hark Bohm : Dr Rozenbaum
- Constance Haas : Bibi